# Purjesz Lajos
Purjesz Lajos (Nagytótipuszta, 1881. szeptember 4. – Budapest, 1925. január 7.) publicista, lapszerkesztő. 
A tanító – úgymond – nemcsak a gyermekek tanítómestere, ő érintkezik a néppel. Gyakran ő a falu egyetlen hírforrása és újságja is. Ha napról-napra szellemünkben nevelkedik és a mi világításunkban látja az eseményeket, semmi kétség, hogy a világosság és emberi szabadság bajnokává és harcosává válik.

## Pályája
Purjesz József és Klein Janka fia. Jogi tanulmányait a Budapesti Tudományegyetemen végezte. Egyetemistaként a függetlenségi Egyetértés című lap munkatársa és már 19 éves korában politikai rovatvezetője volt. Ezután a Független Magyarország munkatársa lett. 1904-től 1913-ig az Egyetértés felelős szerkesztőjeként működött. Vezércikkeivel jelentős mértékben befolyásolója volt a Függetlenségi és Negyvennyolcas Párt politikájának.
1913-tól 1920-ig a Világ felelős szerkesztője lett. A Világ nagy szerepet játszott a Polgári Radikális Párt programjának kialakításában, amelynek 1914-től annak hivatalos lapja lett és Purjesz mellett Jászi Oszkár, Feleky Géza, Ignotus Pál és Ady Endre voltak legjelentékenyebb publicistái. Szerkesztői Nyitray József, Gerő Ödön, Feleky Géza, Roóz Rezső voltak. Purjesz Lajos a világháború után 1921 és 1924 között a Világ főszerkesztője volt. A polgári radikalizmus lapja az ő vezetése alatt vált a magyar politikai élet tényezőjévé. Sokáig, egészen a páholyok feloszlatásáig, szerkesztette a magyarországi szabadkőművesség hivatalos lapját, a Keletet és az Orientet is.
Küzdött az általános választójogért és a polgári demokrácia más követeléseiért. Az első világháború idején Purjesz Lajos a polgári újságírók közül a legkorábban kezdett el pacifista propagandát kifejteni. 1918-ban részt vett a Magyar Nemzeti Tanács megalakításában. Része volt a Budapesti Újságírók Egyesülete betegpénztárának, özvegy- és árvaalapjának megteremtésében. 1907-től 1918-ig a BÚE (Budapesti Újságírók Egyesülete) főtitkára volt.

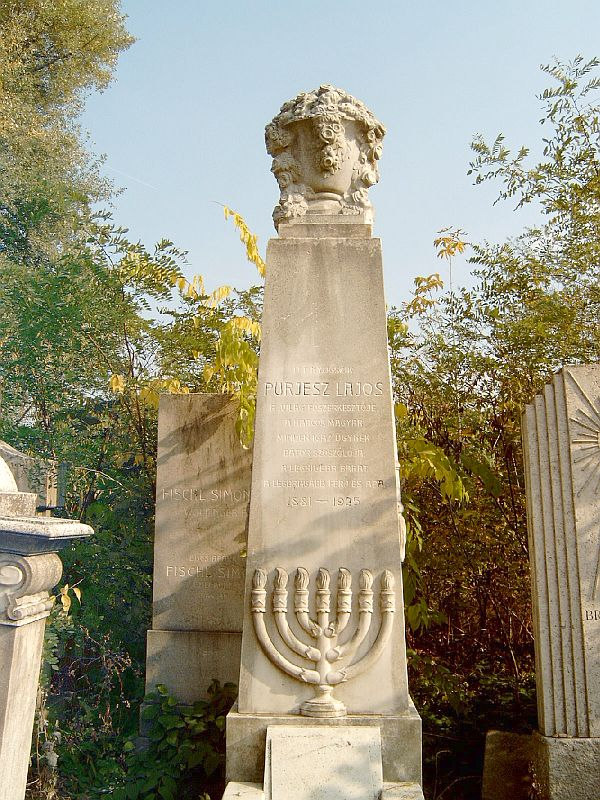
Purjesz Lajos sírja Budapesten. Kozma utcai izraelita temető: 5-1-41.

1919. elején lapot indított Uj Világ címmel. A tiszavirág-életű radikális ifjúsági lap – aminek Purjesz felelős főszerkesztője is volt – főmunkatársa Benedek Marcell, felelős szerkesztője Supka Géza volt. Az első szám Babits Mihály, Benedek Marcell, Schöpflin Aladár, Móricz Zsigmond, Barta Lajos és Sztrókay Kálmán írásaival jelent meg.
A Magyarországi Tanácsköztársaság bukása után fellépett a megtorlás ellen.
Felesége Czukor Erzsébet volt, Czukor Emil és Kohn Eugénia lánya, akivel 1911. július 15-én Budapesten, a Terézvárosban kötött házasságot.